# Gabriel Iglesias
Gabriel Jesus Iglesias (San Diego, 15 juli 1976) is een Amerikaans stand-upkomiek van Mexicaanse afkomst. Hij typeert zich door zijn omvangrijke voorkomen, het doorgaans optreden in Hawaïaanse shirts en het beheersen van een verscheidenheid aan stemmetjes.
Iglesias brak door met optredens in All That (2000) van Nickelodeon. Hij was later te zien in het vierde seizoen van Last Comic Standing (2006). Hierin kwam hij tot de laatste acht, maar werd toen als eerste deelnemer ooit gediskwalificeerd omdat hij zich niet aan de contractueel bepaalde regels van het programma had gehouden. Tot de hoofdprijs van Last Comic Standing behoorde onder meer een optreden van een uur, uitgezonden op Comedy Central. Een jaar later kreeg Iglesias, onder de naam Gabriel Iglesias: Hot and Fluffy, alsnog de gelegenheid dat optreden te doen. In 2009 kreeg hij weer een special van een uur. Dit keer onder de naam: Gabriel Iglesias: I'm Not Fat... I'm Fluffy.
Iglesias leende in 2007 zijn stem aan een niet bij naam genoemd Mexicaans personage in Family Guy en in 2007-2008 aan Guaka in twee afleveringen van de tekenfilmserie The Emperor's New School. Sinds 2011 is hij een aantal keer te gast geweest als presentator van =3 bij Ray William Johnson.
Iglesias kreeg een eigen show op Comedy Central genaamd Stand Up Revolution. De show heeft als co-host zijn vriend Martin Moreno. De muziek wordt verzorgd door de band Ozomatli, die samen met Iglesias ook het nummer 'Hey, it's Fluffy' opnam.
Hij is verschillende keren tijdens een tournee in Nederland te zien geweest, waaronder een optreden in de Ziggo Dome in op 21 september 2017.

## Filmografie (selectie)
| Film                    | Jaar | Rol             | Opmerking                             |
| ----------------------- | ---- | --------------- | ------------------------------------- |
| Magic Mike              | 2012 | Tobias          |                                       |
| Planes                  | 2013 | Ned & Zed       | Stemmen                               |
| A Haunted House 2       | 2014 | Miguel          |                                       |
| The Fluffy Movie        | 2014 | Zichzelf        | Bioscooprelease van één stand-up show |
| The Book of Life        | 2014 | Pepe Rodríguez  | Stem                                  |
| The Nut Job             | 2014 | Jimmy           | Stem                                  |
| Magic Mike XXL          | 2015 | Tobias          |                                       |
| Norm of the North       | 2016 | Pablo / Stan    | Stem                                  |
| The Nut Job 2           | 2017 | Jimmy           | Stem                                  |
| Space Jam: A New Legacy | 2021 | Speedy Gonzales | Stem                                  |

## Televisie (selectie)
| Serie                                           | Jaar        | Rol                      | Opmerking                                    |
| ----------------------------------------------- | ----------- | ------------------------ | -------------------------------------------- |
| All That                                        | 2000        | Verschillende personages |                                              |
| My Wife and Kids                                | 2002        | Nabu                     | Seizoen 2, aflevering 17                     |
| Last comic standing                             | 2006        | Zichzelf                 | Comedywedstrijd                              |
| The Emperor's New School                        | 2006-2008   | Guaca                    | Stem                                         |
| Hot and Fluffy                                  | 2007        | Zichzelf                 | Stand-up show                                |
| Family Guy                                      | 2007        | Mexicaan                 | Aflevering: "Padre de Familia"               |
| I'm Not Fat... I'm Fluffy                       | 2009        | Zichzelf                 | Stand-up show                                |
| Gabriel Iglesias Presents Stand Up Revolution   | 2011 - 2014 | Zichzelf                 | Bedenker, Scenarist en uitvoerende producent |
| The High Fructose Adventures of Annoying Orange | 2012        | Verschillende personages | Stemmen                                      |
| Aloha Fluffy, Deel 1 en 2                       | 2013        | Zichzelf                 | Stand-up shows                               |
| I'm Sorry For What I Said When I Was Hungry     | 2016        | Zichzelf                 | Stand-up shows                               |
| Narcos                                          | 2017        | Fluffy Sicario           | Fluffy Sicario                               |
| Modern Family                                   | 2018        | Jorge                    | Seizoen 9, Aflevering 18                     |
| Gabriel "Fluffy" Iglesias-One Show Fits All     | 2019        | Zichzelf                 | Stand-up show                                |
| Mr. Iglesias                                    | 2020        | Mr. Iglesias             | TV comedies                                  |
| Monsters at Work                                | 2021        | Gary Gibbs               | Stem, 2 afleveringen                         |